# Grande muraille de Qi
La Grande muraille de Qi (en mandarin simplifié : 齐长城; en pinyin : Qí Chángchéng) est un rempart érigé par l'état du Qi pour se protéger de l'état du Chu , et dont seules certaines portions sont conservées.
La construction a commencé vers 685 av-JC. et a continué jusqu'à la fin de la périodes des Royaumes combattants. La longueur totale de la fortification était d'environ 600 km.